# ریپل
ریپل (به انگلیسی: Ripple) نام یک رمز ارز با علامت (XRP) و یک شبکهٔ پرداخت آزاد است که این پول در آن معامله می‌شود. این شبکه در واقع یک سیستم پرداخت توزیع شده‌است.
در وب‌سایت ریپل آمده‌است که هدف ریپل این است که مردم بتوانند از «باغ‌های محصور» شبکه‌های مالی خلاصی پیدا کنند. باغ‌های محصور همان کارت‌های اعتباری، بانک‌ها، پرداخت‌های اینترنتی و سایر ابزارهای مالی هستند که دسترسی‌ها را محدود می‌کنند، برای تبادل پول کارمزد می‌گیرند و تأخیرهایی را در هنگام تراکنش بر مردم تحمیل می‌کنند.
ریپل یکی از ارزان‌ترین ارزهای دیجیتال موجود در بازارهای جهانی است که در چند ماه اخیر به دلیل رشد و توسعه چشمگیر ارزهای دیجیتال دیگر مانند بیت‌کوین (Bitcoin) و اِتریوم (Ethereum) مورد توجه بسیاری از نهادهای اقتصادی در سراسر دنیا قرار گرفته‌است.
ریپل نیز مانند ارزهای دیجیتال دیگر از فناوری زنجیره بلوکی برای ذخیره اطلاعات خود استفاده می‌کند. ریپل یکی از بزرگ‌ترین عرضه‌کننده‌ها و توسعه دهنده‌های فناوری زنجیره بلوکی است و تا به امروز توانسته‌است این فناوری را به خوبی در بین موسسات و شرکت‌های مختلف توسعه دهد.
ریپل یک پروتکل پرداخت متن باز است که به صورت متمرکز فعالیت می‌کند و از این نظر با بسیاری از ارزهای موجود در بازار کریپتو کارنسی که اغلب غیرمتمرکز هستند، متفاوت است. این ارز رمزپایه که توسط جد مک کالب و کریس لارسن در سال ۲۰۱۲ راه‌اندازی شد، می‌کوشد تا پرداخت‌های بین‌المللی را به صورت ایمن و فوری در هر اندازه و مقدار با کارمزد بسیار پایین انجام دهد. ریپل از توکن‌هایی پشتیبانی می‌کند که نماینده پول نقد متداول است.
ریپل که ابتدای دسامبر ۲۰۱۷ با نرخ ۲۵ سنت خرید و فروش می‌شد، موفق شد پس از عملیاتی شدن در شرق آسیا و روی خوش نشان دادن American Express و Santander رشد ارزش قابل توجهی را به خود ببیند و در اولین روز از سال ۲۰۱۸ میلادی با نرخ ۲٫۳۰ دلاری معامله شود و در این بازه زمانی رشد ۸۲۰ درصدی را شاهد باشد. برخی از سرمایه‌گذاران معتقدند که ریپل در آینده به پرداخت‌های بین‌المللی سرعت خواهد بخشید و به همین خاطر باید شاهد رشد ارزش بیش از پیش این ارز مجازی بود. حتی ادعا شده که ریپل جایگزینی برای سوئیفت خواهد بود.

### هدف ریپل
هدف اصلی ریپل ارائه سرویس و خدمات به بانک‌ها و موسسات مالی می‌باشد.

## روند حرکتی ریپل در سال ۲۰۱۷
روند حرکتی ریپل در سال ۲۰۱۷ میلادی حاکی از آن است که این ارز مجازی در ابتدای این سال تنها ۰٫۰۰۶۳ دلار ارزش داشت و تا اواسط سال هم تغییر خاصی را شاهد نبوده‌است تا اینکه در ماه مارس به حدود ۰٫۰۲ دلار رسید و همین ارزش را تا چند ماه حفظ کرد. البته شایان ذکر است که در سال ۲۰۱۸ قیمت از ۳٫۶۵ دلار به ۰٫۲۷ سقوط کرده و تا به این لحظه هرگز به سقف قیمتی خود بازنگشته است.

## چالش‌های نقل و انتقال پول توسط سوئیفت
زمان‌بر: تسویه هر تراکنش بین دو بانک در دو سوی دنیا زمانی بین ۳ تا ۵ روز کاری نیاز دارد.
ریسک بالا: هر چند عجیب، اما ریسک گم شدن تراکنش‌های مالی در سوئیفت وجود دارد.
کارمزد زیاد: هزینه کارمزد تراکنش‌های بین‌المللی بانک‌ها حدود ۱٫۶ تریلیون دلار در سال است.
واسطه‌های متعدد: برای انجام یک تراکنش بین دو بانک، تعداد زیادی بانک واسط درگیر می‌شوند.

## مشکلات حقوقی ریپل
در تاریخ ۲۲ دسامبر سال ۲۰۲۰ کمیسیون بورس و اوراق بهادار آمریکا اعلام کرد علیه شرکت ریپل لبز و دو تن از مدیران ارشد آن کریستین لارسن (هم بنیانگذار و مدیر عامل پیشین) و بردلی گارلینگ هاوس (مدیر عامل فعلی) که دارای سهام قابل توجهی در این شرکت هستند اقامه دعوی کرده‌است. SEC می‌گوید آن‌ها حدود ۱٫۳ میلیارد دلار به وسیله عرضه اوراق بهادار دیجیتال ثبت نشده که همچنان جاریست، سرمایه جمع کرده‌اند. گارلینگ هاوس دربارهٔ این دعوی گفته: اساساً بر مبنای قانون و واقعیت اشتباه است. همین‌طور وی زمانبندی این اقدام را زیر سؤال برده.

## مزایای ریپل چیست؟!
حال ریپل می‌کوشد جایگزینی برای سوئیفت در دنیای ارزهای رمزپایه باشد و ارزش‌های پیشنهادی قابل توجهی برای این مهم دارد؛ از جمله آنها می‌توان به سرعت بالا، کارمزد بسیار پایین، امکان رهگیری حواله‌ها و تعداد بالای تراکنش‌ها در دقیقه (TPS) اشاره کرد.
ریپل قصد دارد این دشواری‌ها را حل کند تا بانک‌ها، بنگاه‌های بزرگ مالی و اعتباری و شرکت‌های تجاری بتوانند سریع، بی‌خطر، بی‌واسطه و با حداقل کارمزد اقدام به حواله پول در سطح جهانی کنند. در حال حاضر تعدادی از بانک‌ها در کشورهای ژاپن و کره جنوبی از این سیستم استفاده می‌کنند و بنگاه‌های مالی بزرگ دیگری در آمریکا اعلام آمادگی برای استفاده از آن کرده‌اند.
سرعت انجام هر تراکنش ریپل تنها ۴ ثانیه است. از این گذشته یکی دیگر از مزایای استفاده از ریپل نرخ کارمزد بسیار پایین آن است. برای نمونه در یکی از تراکنش‌های ریپل که ۹۰۰ میلیون عدد از این ارز رمزپایه حواله شده‌است، تنها ۰٫۰۰۰۰۱۲ ریپل به عنوان کارمزد پرداخت شده‌است.
ریپل تاکنون با ۱۰۰ سازمان مالی و بانک در سراسر جهان به توافق رسیده‌است و بیش از ۷۵ مورد از پیاده‌سازی‌ها صورت گرفته‌است. در بین این مراکز بانک‌های صاحب نامی حضور دارند. (این مسئله هیچ ارتباطی با XRP ندارد، چون بانک‌ها و موسسات مالی از XRP استفاده نمی‌نمایند)

## نماد اختصاری ریپل: XRP
نماد اختصاری ریپل، XRP است. این رمز ارز را می‌توان به عنوان یک واسطه برای سایر ارزها در نظر گرفت. این ارز هیچ تمایزی بین سایر ارزهای دیجیتال قائل نمی‌شود و مبادلات را برای هر ارزی آسان می‌سازد. در حقیقت XRP تنها یک درگاه یا واسطه (Gateway) برای یک معامله است. ریپل هدف دارد تا واسطه‌های چندگانه را در یک زنجیره اعتماد در بین تمام کاربران ایجاد کند. شما برای ساخت هر کیف پول فعال می‌بایست 20 XRP برای آن هزینه نمایید و هرگز نمی‌توانید آن 20 XRP را خرج یا منتقل نمایید.